# Ingeniørkasernen i Skive
Ingeniørkasernen i Skive, også kaldet Skive Kaserne, er en fungerende kaserne i Skive, etableret 1969. Kasernen er tegnet i en modernistisk stil af arkitekt Holger Sørensen fra Forsvarets Bygningstjeneste.
Skive Kaserne er opført som søsterkaserne til Antvorskov Kaserne ved Slagelse. Kasernen er bl.a. hjemsted for Ingeniørtropperne, Centralkøreskole Midt, Prinsens Musikkorps og dele af Forsvarets Bygnings- & Etablissementstjeneste, Udleverende Depot Danmark, Værksted Danmark og Forsvarets Sundhedstjeneste. Landsdelsregion Vest og Hærhjemmeværnsdistrikt Midt- og Vestjylland er også hjemhørende på kasernen.
Nyere bygninger er:
- Ammunitionsrydningscenter
- Køreskolen
- Musikhuset
- Regiments/Skolebygning til Ingeniørregimentet/Hærens Ingeniør- og ABC-Skole som nu huser staben

## Ekstern henvisning
- Skive Kasernes hjemmeside

| Militær | Spire Denne artikel om militær er en spire som bør udbygges. Du er velkommen til at hjælpe Wikipedia ved at udvide den. |

|  | Denne artikel om en bygning eller et bygningsværk kan blive bedre, hvis der indsættes et (bedre) billede. Du kan hjælpe ved at afsøge Wikimedia Commons for et passende billede eller lægge et op på Wikimedia Commons med en af de tilladte licenser og indsætte det i artiklen. |

56°32′30″N 9°2′30″Ø / 56.54167°N 9.04167°Ø